# Zvenyika Makonese
Zvenyika Makonese (ur. 7 lipca 1977 w Chiredzi) – zimbabwejski piłkarz grający na pozycji środkowego obrońcy.

## Kariera klubowa
Karierę piłkarską Makonese rozpoczął w klubie Shabanie Mine FC z miasta Zvishavane. W 1998 roku zadebiutował w jego barwach w zimbabwejskiej Premier League. W klubie tym występował do 2004 roku. W połowie tamtego roku odszedł do południowoafrykańskiego Santos FC. W 2008 roku zajął z nim 3. miejsce w Premier Soccer League. Od 2004 do końca 2008 roku rozegrał w Santosie 97 meczów i zdobył jednego gola.
Na początku 2009 roku Makonese odszedł do Orlando Pirates z Johannesburga. W sezonie 2008/2009 rozegrał w nim jedno spotkanie, a Pirates wywalczyli wicemistrzostwo RPA.
| Sezon     | Klub             | Kraj              | Rozgrywki      | Mecze | Bramki |
| --------- | ---------------- | ----------------- | -------------- | ----- | ------ |
| 1998/1999 | Shabanie Mine FC | Zimbabwe          | Premier League | ?     | ?      |
| 1999/2000 | Shabanie Mine FC | Zimbabwe          | Premier League | ?     | ?      |
| 2001      | Shabanie Mine FC | Zimbabwe          | Premier League | ?     | ?      |
| 2002      | Shabanie Mine FC | Zimbabwe          | Premier League | ?     | ?      |
| 2003      | Shabanie Mine FC | Zimbabwe          | Premier League | 10    | 1      |
| 2004      | Shabanie Mine FC | Zimbabwe          | Premier League | 20    | 0      |
| 2004/05   | Santos FC        | Południowa Afryka | Premier League | 26    | 1      |
| 2005/06   | Santos FC        | Południowa Afryka | Premier League | 27    | 0      |
| 2006/07   | Santos FC        | Południowa Afryka | Premier League | 21    | 0      |
| 2007/08   | Santos FC        | Południowa Afryka | Premier League | 18    | 0      |
| 2008/09   | Santos FC        | Południowa Afryka | Premier League | 5     | 0      |
| 2008/09   | Orlando Pirates  | Południowa Afryka | Premier League | 1     | 0      |
| 2009/10   | Orlando Pirates  | Południowa Afryka | Premier League |       |        |

## Kariera reprezentacyjna
W reprezentacji Zimbabwe Makonese zadebiutował w 2003 roku. W 2006 roku był podstawowym zawodnikiem Zimbabwe w Pucharze Narodów Afryki 2006 i zagrał tam w 3 meczach: z Senegalem (0:2), z Nigerią (0:2) i z Ghaną (2:1).